# Sick Love
Singles de Red Hot Chili Peppers
Go Robot
(2016) Goodbye Angels
(2017)
Clip vidéo
[vidéo] « Sick Love », sur YouTube
Sick Love est une chanson du groupe de rock américain Red Hot Chili Peppers sortie en single le 4 décembre 2016 comme troisième extrait de l'album The Getaway.
Composée par les Red Hot Chili Peppers, elle est inspirée des accords de la chanson Bennie and the Jets, composée par Bernie Taupin et Elton John et interprétée par ce dernier en 1973. Le groupe a donc décidé de les ajouter tous les deux comme auteurs-compositeurs, puis d'inviter Elton John à jouer du piano sur la chanson, et celui-ci a accepté.

## Clip
Le clip est réalisé en images animées par Beth Jeans Houghton (en).

## Classements hebdomadaires
| Classement (2016)                         | Meilleure position |
| ----------------------------------------- | ------------------ |
| Belgique (Flandre Ultratip 100)           | 28                 |
| États-Unis (Hot Rock & Alternative Songs) | 34                 |